# عزیز (فیلم آمریکایی ۲۰۱۵)
عزیز (انگلیسی: Darling) فیلمی در ژانر ترسناک به کارگردانی میکی کیتینگ است که در سال ۲۰۱۵ منتشر شد.